# Gliederung des Heeres (Bundeswehr, Heeresstruktur 1)
Die Gliederung des Heeres der Bundeswehr in der Heeresstruktur 1 beschreibt die Truppenteile des Heeres in der Heeresstruktur 1.
Die Heeresstruktur 1 bezeichnete die Gliederung zwischen der Wiederbewaffnung 1955 und der Umgliederung in die Heeresstruktur 2 im März 1959. Besonderes Merkmal der Heeresstruktur 1 war die Gliederung in Kampfgruppen nach amerikanischen Vorbild.

## Vorbemerkungen

### Gliederung, Aufbau und Quellenlage
Da sich die Aufstellung neuer Truppenteile in der Heeresstruktur 1 sehr dynamisch vollzog, Truppenteile in dieser Heeresstruktur in kurzer Folge teils mehrfach geteilt, umbenannt, aufgelöst, anderen Truppenteilen unterstellt und verlegt wurden, ist jeweils für jeden Großverband wenn möglich ein spezifischer Betrachtungszeitpunkt angegeben. Zu beachten ist, dass der Stichtag nicht für alle Verbände identisch ist. Die Gesamtgliederung kann daher nur prinzipiell verstanden werden. Sie spiegelt also nicht eine Gesamtgliederung des Heeres zu einem spezifischen (einheitlichen) Stichtag wider. Daher können einige Truppenteile – insbesondere auf Bataillons-, Regiments- und Kompanieebene – in der Liste mehrfach und mit verschiedenen Unterstellungen aufgelistet werden. Im Übrigen ist zu berücksichtigen, dass die Kampfgruppen anders als die späteren Brigaden nicht bereits im Frieden organisch über fest zugewiesene Verbände und Einheiten verfügten, sondern vorrangig ad hoc je nach Lage zusammengestellte Verbände waren. Entsprechend konnten die hier angegebenen unterstellten Truppenteile kurzfristig auch anderen Stäben unterstellt werden.
Aus diesen systematischen Gründen, sind auf dieser Ebene auch nicht alle Truppenteile aufgezählt, die jemals während der Heeresstruktur 1 ausgeplant waren. Insgesamt ist die Quellenlage (z. B. die Anzahl verfügbarer Verbandschroniken) für die Heeresstruktur 1 als lückenhaft zu beurteilen; später Heeresstrukturen sind weitaus besser dokumentiert.

### Nummerierungssystematik
Eine einheitliche Nummerierungssystematik, wie sie in den späteren Heeresstrukturen üblich war, ist bis zur Ebene Kampfgruppen erkennbar, darüber hinaus aber nur ansatzweise.

### Umfang des Heeres
Planungen für die Heeresstruktur 1 sahen zwölf Divisionen und einen Friedensumfang des Feldheeres bis Ende 1956 von 195.000 Soldaten vor. Der geplante Umfang der Heeresstruktur 1 wurde bis März 1959 (Zeitpunkt der Umgliederung in die Heeresstruktur 2) jedoch nicht erreicht. Ende 1958 betrug die tatsächliche Stärke des Heeres „nur“ etwa 100.000 Mann. In der Heeresstruktur 1 konnten sechs Grenadier– und Panzerdivisionen in Dienst gestellt werden. Allerdings erhielt nicht jede Division genug Material und Personal, um jede ihrer drei geplanten Kampfgruppen aufstellen zu können. Die Aufstellung der 7. Division kam nicht über Ansätze hinaus. Bei der Aufstellung der 8. Division (entsprach der 1. Gebirgsdivision) und der 9. Division (entsprach der 1. Luftlandedivision) beschränkte man sich zunächst auf die Aufstellung von zwei Kampfgruppen.

### Übergeordnete Führung
Nach dem NATO-Beitritt der Bundesrepublik Deutschland wurden die im Folgenden gelisteten, den Korps nachgeordneten Verbände, frühzeitig durch Kommandostäbe der NATO geführt. Bis zur endgültigen Aufstellung der Truppenteile und der damit einhergehenden Assignierung, i. e. der Integration in die NATO-Kommandostruktur, waren die Truppenteile zunächst aber noch dem Inspekteur des Heeres nachgeordnet. Diese nicht der NATO assignierten Truppenteile, ebenso wie die Truppenteile auf Ebene der obersten Heeresführung blieben (auch im Kriegsfall) unter nationaler Führung – blieben also dem Bundesministerium der Verteidigung bzw. dem Führungsstab der Streitkräfte und dem Führungsstab des Heeres nachgeordnet. Dieser Bereich war also nicht in die NATO-Kommandostruktur integriert.

### Das Territorialheer in der Heeresstruktur 1
Nicht einbezogen sind die Truppen des Territorialheeres, denn diese dem Kommando Territoriale Verteidigung nachgeordneten Truppenteile zählten in der Heeresstruktur 1 nicht zum Heer, sondern bildeten neben dem Heer einen eigenen Bereich der Bundeswehr. In der Heeresstruktur 1 waren im Territorialheer aber auch erst wenige Truppenteile ausgeplant, weil zwangsläufig erst wenige Reservisten (d. h. insbesondere gediente Wehrpflichtige oder gediente Soldaten auf Zeit) zur Verfügung standen.

### Hinweis zu den Verbandsabzeichen und internen Verbandsabzeichen
Für interne Verbandsabzeichen wurde erst etwa Mitte der 1980er Jahre offiziell eine Tragegenehmigung erteilt. Sie sind daher nicht dargestellt. Die aufgezählten Truppenteile oder die in ihrer Tradition stehenden „Nachfolger“ könnten jedoch inoffiziell bereits wappenähnliche Abzeichen geführt haben bzw. ab Mitte der 1980 offiziell erhalten haben. Verbandsabzeichen für Großverbände wurden erst in der Heeresstruktur 2 in die Truppe eingeführt. Nur Angehörige der Luftlandetruppe und Gebirgstruppe trugen Ärmelabzeichen zur Kennzeichnung der Dienstgradgruppe und ihrer Zugehörigkeit zur Gebirgs- oder Luftlandetruppe, die bereits den später eingeführten Verbandsabzeichen der Gebirgs- und Luftlandedivision ähnelten.

## Oberste Heeresführung
- Inspekteur des Heeres / Führungsstab des Heeres, Bonn[3]
  -  Truppenamt, Köln (1956)[4]
    -  Stammdienststelle des Heeres, Köln (ab April 1956)[5]
    - Schulen des Heeres (Gliederung 1956)[6]
      -  Infanterieschule, Hammelburg[6]
      -  Panzertruppenschule, Munster[6]
        - Hinweis: ab 1. Juli 1958 unterstand die Panzerlehrkampfgruppe in Munster (zur Gliederung siehe unten)[7]

      -  Panzergrenadierschule, Munster[6]
      -  Panzeraufklärerschule, Bremen[6]
      -  Panzerjägerschule, Bremen[6]
      -  Artillerieschule, Idar-Oberstein[6]
      -  Pionierschule, München[6]
      -  Fernmeldeschule des Heeres, Sonthofen[6]
      -  Heeresfliegerabwehrschule, Rendsburg[6]
      -  Sanitätsschule, München[6]
      -  ABC-Abwehrschule, Sonthofen[6]
      -  Feldjägerschule, Sonthofen[6]
      -  Quartiermeisterschule, Andernach[6]
      -  Luftlande- und Lufttransportschule, Altenstadt[6]
      -  Feldzeugtruppenschule, Sonthofen[6]
      -  Gebirgs- und Winterkampfschule, Mittenwald[6]
      -  Heeresoffizierschule I, Hannover[6]

  -  Kommando Depotorganisation (Heer), Bad Neuenahr-Ahrweiler (Gliederung 1959)[8][9]
    -  Depot-Gruppenstab Nord, Lingen[9]
    -  Depot-Gruppenstab Süd, Germersheim[9]

### Panzerlehrkampfgruppe
Hinweis: Die Panzerlehrkampfgruppe wurde zum 1. Juli 1958 aufgestellt und der Panzertruppenschule als Lehrtruppe unterstellt.
- Stab/Stabskompanie Panzerlehrkampfgruppe, Munster[7]

## I. Korps
Hinweis: Bis zum 1. Oktober 1956 wurde der Stab des späteren Korps als „Heeresstab I“ bezeichnet. Die 7. Panzerdivision (7. Division) war bis Dezember 1958 dem I. Korps unterstellt und wechselte dann zum III. Korps.
- Stab I. Korps, Münster[10]
  - Korpstruppen[10]

### 1. Grenadierdivision
- Stab 1. Grenadierdivision, Hannover[11]

#### Divisionstruppen1. Grenadierdivision
(Gliederung Juli 1956)
- Fernmeldebataillon 1,[11] Hannover[12]
- Pionierbataillon 1,[11] Hamburg-Harburg[12]
- Panzerbataillon 1,[11] Dedelstorf[12]
- Panzeraufklärungsbataillon 5,[11] Dannenberg (Elbe)/Hemer/Fritzlar[12]
- Flugabwehrbataillon 1,[11] Hannover[12]
- Artillerieregiment 1,[11] Hannover[12]

#### Kampfgruppe A1
(Gliederung Anfang April 1958)
- Kampfgruppenstab Kampfgruppe A 1,[12] Hannover[13]
  -  Panzerbataillon 1,[12] Augustdorf[13]
  -  Grenadierbataillon 1,[13] Hannover[12]
  -  Grenadierbataillon 11,[13] Wolfenbüttel[12]
  -  Grenadierbataillon 21,[13] Hannover[12]
  -  Grenadierbataillon 61,[13] Braunschweig[12]

#### Kampfgruppe B1
(Gliederung Anfang März 1959)
Hinweis: Die folgende Auflistung beschreibt die Gliederung der „neuen“ Kampfgruppe B 1, die zum 1. April 1958 neu aufgestellt wurde. Zum 1. April 1958 wurde der „alte“ Kampfgruppenstab B 1 zum „neuen“ Kampfgruppenstab B 6 umgegliedert und wechselte entsprechend von der 1. Grenadierdivision zur 6. Grenadierdivision – siehe dort.
- Kampfgruppenstab Kampfgruppe B 1, Hildesheim[14]
  -  Grenadierbataillon 1, Hannover[14]
  -  Grenadierbataillon 21, Hannover[14]
  -  Feldartilleriebataillon 15, Hildesheim[14]

#### Kampfgruppe C1
(Gliederung Anfang Februar 1958)
- Kampfgruppenstab Kampfgruppe C 1, Nienburg/Weser[15]
  -  Panzerpionierkompanie 30, Minden[15]
  -  Panzerjägerbataillon 1, Nienburg/Weser[15]
  -  Panzerbataillon 33, Munster[15]
  -  Versorgungsbataillon 36, Loccum[15]
  -  Grenadierbataillon 51, Nienburg/Weser[15]

### 3. Panzerdivision
Hinweis: Der Aufstellungsstab der 6. Grenadierdivision war vom 20. Februar 1958 bis zum 25. September 1958 bei der 3. Panzerdivision aufgehängt. Am 25. September 1958 wurde der Aufstellungsstab zum Stab der 6. Division. Truppenteile der 3. Panzerdivision waren für den Einsatz für LANDENMARK vorgesehen. 
- Stab 3. Panzerdivision, Buxtehude (bis 1. Juli 1958 Hamburg)[18]

#### Divisionstruppen3. Panzerdivision
(Gliederung ca. Juli 1956)
- Panzergrenadierbataillon 3[18]
- Panzergrenadierbataillon 13,[18] Schleswig[12]
- Panzerbataillon 3,[18] Hamburg[12]
- Panzerbataillon 13,[18] Flensburg[12]
- Panzeraufklärungsbataillon 3,[18] Lingen[12]
- Panzerjägerbataillon 3,[18] Neumünster[12]
- Panzerartillerieregiment 3,[18] Bremen[12]
- Panzerflugabwehrartilleriebataillon 3,[18] Schleswig[12]
- Panzerpionierbataillon 3,[18] Schleswig[12]
- Panzerfernmeldebataillon 3,[18] Kiel/Hamburg[12]
- Sanitätsbataillon 3,[18] Bad Eilsen[12]
- Leichte Fahrzeuginstandsetzungskompanie 3[18]
- Feldjägerkompanie 3,[18] Sonthofen/Hamburg[12]

#### Kampfgruppe A3
(Gliederung zum 1. August 1956)
- Kampfgruppenstab Kampfgruppe A 3,[18][19][20] Hamburg[12]

#### Panzerkampfgruppe B3
(Gliederung 1958)
- Kampfgruppenstab Panzerkampfgruppe B 3, Schwanewede[21]
  -  Stabskompanie, Schwanewede[21]
  -  Panzerbataillon 13,[21] Flensburg/Boostedt[12]
  -  Panzergrenadierbataillon 13,[21] Schleswig/Hemer[12]
  -  Panzerbataillon 23,[21] Hamburg/Schwanewede[12]
  -  Panzergrenadierbataillon 23,[21] Hamburg/Schwanewede[12]

#### Panzerkampfgruppe C3
Hinweis: Die Panzerkampfgruppe C 3 wurde 1958 zur Aufstellung der 7. Panzerdivision (7. Division) (Aufstellung ab Mitte 1958) herangezogen und aus der 3. Panzerdivision herausgelöst.
(Gliederung 1958) 
- Kampfgruppenstab Panzerkampfgruppe C 3, Unna[22]
  -  Panzergrenadierbataillon 212, Augustdorf[22]
  -  Panzerartilleriebataillon 215, Augustdorf[22]

### 6. Grenadierdivision (6. Division)
Hinweis: Der Aufstellungsstab der 6. Grenadierdivision war vom 20. Februar 1958 bis zum 25. September 1958 bei der 3. Panzerdivision aufgehängt. Am 25. September 1958 wurde der Aufstellungsstab zum Stab der 6. Division. Die Division wurde vom 1. Februar 1958 bis 30. September 1958 als 6. Grenadierdivision bezeichnet, danach zwischen dem 1. Oktober 1958 und 16. März 1959 als 6. Division.
- Stab 6. Grenadierdivision (6. Division), Neumünster (vor April 1958 Arbeits- und Verbindungskommando in Hamburg)[12][16]

#### Divisionstruppen6. Grenadierdivision (6. Division)
(Gliederung frühestens ab 1. Oktober 1958)
- Pionierbataillon 6,[16] Plön[12]
- Fernmeldebataillon 6,[16] Neumünster[12]
- Flugabwehrbataillon 6,[16] Schleswig(?)[12]
- Musikkorps 1B,[16] Hamburg(?)[12]

#### Kampfgruppe A6
(Gliederung ab Oktober 1958)
- Kampfgruppenstab Kampfgruppe A 6, Flensburg[23][12]
  -  Stabskompanie, Flensburg[23]
  -  3./Sanitätsbataillon 6[16] (teilaktiv)[12] Itzehoe[12]
  -  Panzeraufklärungskompanie 168[23]
  -  Grenadierbataillon 16,[23] Flensburg[12]
  -  Grenadierbataillon 26,[23] Flensburg[12]
  -  Grenadierbataillon 162,[23] Husum[12]
  -  III./Feldartillerieregiment 6,[16] Flensburg[12]

#### Kampfgruppe B6
Hinweis: Die Kampfgruppe B 6 entstand zum 1. April 1958 durch Umbenennung der „alten“ Kampfgruppe B 1. Zeitgleich wurde bei der 1. Grenadierdivision eine „neue“ Kampfgruppe B 1 aufgestellt.
(Gliederung April 1958)
- Kampfgruppenstab Kampfgruppe B 6, Neumünster[24][12]
  -  Panzerjägerbataillon 3,[24] Neumünster[12]
  -  Panzerbataillon 13,[24] Flensburg/Boostedt[12]
  -  Grenadierbataillon 31,[24] Buxtehude/Itzehoe[12]
  -  Grenadierbataillon 46,[24] Boostedt[12]

## II. Korps
Hinweis: Zunächst wurde der Stab des späteren Korps als „Heeresstab II“ bezeichnet. Die 2. Grenadierdivision und die 5. Panzerdivision unterstanden bis 1957 dem II. Korps und wechselten dann zum III. Korps.
- Stab II. Korps, Ulm[25]

### 4. Grenadierdivision
- Stab und Stabskompanie 4. Grenadierdivision, Regensburg (bis 15. September 1956 München)[26]

#### Divisionstruppen4. Grenadierdivision
(Gliederung Juli 1956)
- -  Fernmeldebataillon 4, Regensburg[26]
  -  Grenadierbataillon 4, Deggendorf[26]
  -  Grenadierbataillon 14, Hof/Stadtsteinach[26]
  -  Grenadierbataillon 24, Coburg (ab 16. Juli 1956[26] Ellwangen)
  -  Grenadierbataillon 34, Coburg (ab 16. Juli 1956[26] Wildflecken)
  -  Panzerbataillon 4, Weiden (ab 16. Juli 1956 Amberg)[26]
  -  Pionierbataillon 4, Rosenheim[26]
  -  Flugabwehrbataillon 4, Amberg[26]
  -  Artillerieregiment 4, Weiden[26]
  -  Leichte Feldinstandsetzungskompanie 4, Amberg[26]
  -  Quartiermeisterkompanie 4, Murnau[26]
  -  Feldjägerkompanie 4, Regensburg[26]
  -  Musikkorps VI, München[26]

#### Kampfgruppe A 4
(Gliederung 20. Juli 1956)
- Kampfgruppenstab Kampfgruppe A 4, Amberg[28][26][12][27]
  -  Stabskompanie, Deggendorf/Amberg[27]
  -  Leichte Feldzeuginstandsetzungskompanie 4, Amberg[27]
  -  Grenadierbataillon 4[27]
  -  Panzerbataillon 4, Amberg[27]
  -  Panzeraufklärungsbataillon 4[27]
  -  Grenadierbataillon 14, Hof[27]
  -  III. Batterie Feldartillerieregiment 4[27]

#### Kampfgruppe B 4
(Gliederung Dezember 1958)
- Kampfgruppenstab Kampfgruppe B 4, Bogen[29]
  -  Stabskompanie, Bogen[29]
  -  Grenadierbataillon 24, Ellwangen[29]
  -  Grenadierbataillon 34, Wildflecken[29]
  -  Panzergrenadierbataillon 113, Roding[29]
  -  Pionierbataillon 4, Ingolstadt[29]
  -  Panzerjägerbataillon 4, Murnau[29][12]
  -  Flugabwehrartilleriebataillon 4, Murnau[29][12]
  -  Panzerpionierkompanie 110, Bogen.[29]

#### Panzerkampfgruppe C 4
(Gliederung August 1958)
- Kampfgruppenstab Panzerkampfgruppe C 4, Ellwangen[30][12]
  -  Grenadierbataillon 24, Ellwangen[30][12]

### 1. Gebirgsdivision

Ärmelabzeichen zur Kennzeichnung der Zugehörigkeit zur Gebirgstruppe für Offiziere – ähnliche Ärmelabzeichen trugen Unteroffiziere und Mannschaften

Hinweis: Kurzzeitig war bis 1. Dezember 1956 eine Gebirgsbrigade 104 mit Stab in Mittenwald ausgeplant. Aus ihr wurde zum 1. Dezember 1956 die 1. Gebirgsdivision neu aufgestellt.
- Stab und Stabskompanie 1. Gebirgsdivision, Mittenwald[31][12]

#### Divisionstruppen1. Gebirgsdivision
(Gliederung frühestens Dezember 1956)
- -  Heeresfliegerstaffel 8,[31] Oberschleißheim[12]
  -  Gebirgs-Fernmeldekompanie 8,[31] Mittenwald[12]
  -  Gebirgs-Panzeraufklärungskompanie 8[31]
  -  Gebirgs-Jägerbataillon 8,[31] Mittenwald[12]
  -  Gebirgs-Jägerbataillon 18,[31] Mittenwald[12]
  -  Gebirgs-Jägerbataillon 28,[31] Mittenwald[12]
  -  Gebirgs-Jägerbataillon 38,[31] Bischofswiesen[12]
  -  Gebirgs-Artillerieregiment 8,[31] Mittenwald[12]
  -  Gebirgs-Panzerjägerbataillon 8[31] Murnau/Traunstein[12]
  -  Gebirgs-Pionierbataillon 8,[31] Brannenburg[12]
  -  Gebirgs-Flugabwehrartilleriebataillon 8,[31] Mittenwald[12]
  -  Gebirgs-Sanitätsbataillon 8,[31] Brannenburg[12]
  -  Gebirgs-Quartiermeisterkompanie 8,[31] Mittenwald[12]
  -  Leichte Gebirgs-Feldzeuginstandsetzungskompanie 8[31]
  -  Gebirgs-Ersatzkompanie 8[31]
  -  Gebirgs-Feldjägerkompanie 8[31]

#### Gebirgskampfgruppe A 8
(Gliederung 1. Juli 1957)
- Kampfgruppenstab Gebirgskampfgruppe A 8, Bad Reichenhall[32]
  -  Stabskompanie, Bad Reichenhall[32]
  -  Gebirgssanitätskompanie 8,[32] Brannenburg[12]
  -  Gebirgspionierbataillon 8,[32] Brannenburg[12]
  -  Gebirgsflugabwehrbataillon 8[32]
  -  (Gebirgs-)Panzerjägerbataillon 8[32],[12] Traunstein[12]
  -  Gebirgsjägerbataillon 28,[32] Mittenwald[12]
  -  Gebirgsjägerbataillon 38,[32] Bischofswiesen[12]
  -  Gebirgsjägerbataillon 222,[32] Mittenwald[12]
  -  Gebirgsartilleriebataillon 235,[32] Bad Reichenhall[12]

#### Gebirgskampfgruppe B 8
(Gliederung Juli 1957)
- Kampfgruppenstab Gebirgskampfgruppe B 8, Mittenwald[33][12]
  -  Stabskompanie, Mittenwald[33]
  -  Gebirgsfernmeldekompanie 8,[33] Mittenwald[12]
  -  Gebirgspanzeraufklärungskompanie 8[33]
  -  (Gebirgs-)Panzerjägerbataillon 8[12],[33] Traunstein[12]
  -  Gebirgsjägerbataillon 18,[33] Mittenwald[12]

### 1. Luftlandedivision

Ärmelabzeichen zur Kennzeichnung der Zugehörigkeit zur Luftlandetruppe für Unteroffiziere – ähnliche Ärmelabzeichen trugen Offiziere und Mannschaften

Hinweis: Kurzzeitig war 1956 eine 106. Luftlandebrigade mit Stab und Stabskompanie in Eßlingen am Neckar ausgeplant. Aus ihr wurde zum 2. Januar 1957 die 1. Luftlandedivision neu aufgestellt.
- Stab 1. Luftlandedivision, Eßlingen am Neckar[34][12]

#### Divisionstruppen,1. Luftlandedivision
(Gliederung frühestens Januar 1957)
- Luftlande-Fernmeldekompanie 9[34] Eßlingen am Neckar[12]
- Luftlande-Panzeraufklärungskompanie 9,[34] Böblingen[12]
- Luftlande-Jägerbataillon 9,[34] Ellwangen/Sigmaringen[12]
- Luftlande-Jägerbataillon 19,[34] Kempten[12]
- Luftlande-Jägerbataillon 29,[34] Kempten/Altenstadt/Böblingen[12]
- Luftlande-Artilleriebataillon 9,[34] Eßlingen am Neckar/Böblingen/Engstingen[12]
- Luftlande-Panzerjägerbataillon 9,[34] Böblingen[12]
- Luftlande-Flugabwehrartilleriebataillon 9,[34] Böblingen/Altenstadt[12]
- Luftlande-Pionierkompanie 9,[34] München/Kempten[12]

#### Luftlandekampfgruppe A 9
- Kampfgruppenstab Luftlandekampfgruppe A 9, Eßlingen am Neckar (ab 1958 Sigmaringen)[35][12]

#### Luftlandekampfgruppe B 9 (Luftlandebrigade 26)
Hinweis: Ab 20. Oktober 1958 bis zur Einnahme der Heeresstruktur 2 wurde die Luftlandekampfgruppe B 9 als Luftlandebrigade 26 bezeichnet.
- Kampfgruppenstab Luftlandekampfgruppe B 9, Eßlingen am Neckar (ab 20. Oktober 1958 als Stab Luftlandebrigade 26 in Sigmaringen)[36][12]

## III. Korps
- Stab und Stabskompanie III. Korps, Koblenz[25]

### KorpstruppenIII. Korps
(Gliederung Juli 1957)
- Feldzeugregiment 504, Diez (ab Januar 1958 Koblenz)[37]
- Korpsartilleriekommando 403, Munster/Koblenz[37]
  -  Raketenartilleriebataillon[37]
  -  Nachschubbataillon[37]
  -  Topographieeinheiten[37]
  -  Geophysikalischer Messzug[37]

### 2. Grenadierdivision
Hinweis: Die 2. Grenadierdivision war bis 1. Juli 1957 dem II. Korps unterstellt.
- Stab 2. Grenadierdivision, Kassel (ab April 1957 Gießen)[38]

#### Divisionstruppen2. Grenadierdivision
(Gliederung frühestens 1. Juli 1956)
- Quartiermeisterkompanie 2,[38] Diez[12]
- Musikkorps IV,[38] Kassel[12]
- Fernmeldebataillon 2,[38] Kassel[12]
- Pionierbataillon 2,[38] Holzminden[12]
- Flugabwehrbataillon 2,[38] Niederlahnstein(?)[12]
- Panzerjägerbataillon 2,[38] Wildflecken/Baumholder/Niederlahnstein/Marburg[12]
- Panzerbataillon 2,[38] Hemer[12]
- Feldartillerieregiment 2,[38] Fulda/Niederlahnstein/Gießen[12]

#### Kampfgruppe A 2
(Gliederung 1. Juli 1956)
- Kampfgruppenstab Kampfgruppe A 2, Hannoversch Münden[38][39]
  -  Grenadierbataillon 2,[38] Fulda/Neustadt[12]
  -  Grenadierbataillon 22,[38] Hannoversch Münden/Fritzlar[12]

#### Kampfgruppe B 2
(Gliederung 1956/1959)
- Kampfgruppenstab Kampfgruppe B 2, Kassel[40]
  -  (Panzer–)Aufklärungsbataillon 2,[40][12] Kassel/Fritzlar[12]
  -  Flugabwehrbataillon 2,[40] Niederlahnstein[12]
  -  Panzerbataillon 2,[40] Hemer[12]
  -  Grenadierbataillon 12,[40] Höxter/Göttingen[12]
  -  Grenadierbataillon 22,[40] Fritzlar[12]
  -  Grenadierbataillon 32,[40] Wolfenbüttel[12]
  -  Grenadierbataillon 42[40] „Hessische Jäger“,[12] Kassel[12]
  -  (Panzer–)grenadierbataillon 52,[40][12] Wildflecken[12]

#### Kampfgruppe C2
(Gliederung frühestens Mai 1958)
- Kampfgruppenstab Kampfgruppe C 2,[2] Göttingen[12]
  -  Grenadierbataillon 41, Höxter[2][12]
  -  Grenadierbataillon 42 „Hessische Jäger“, Kassel[2][12]
  -  Panzergrenadierbataillon 43, Göttingen[2][12]

### 5. Panzerdivision
Hinweis: Die 5. Panzerdivision unterstand bis 1957 dem II. Korps und wechselte dann zum III. Korps.
- Stab 5. Panzerdivision, Koblenz (bis 1957 Grafenwöhr)[41][12]

#### Divisionstruppen5. Panzerdivision
(Gliederung August 1956)
- Panzerbataillon 5, Hohenfels[41]
- Panzerbataillon 15, Grafenwöhr[41]
- Panzergrenadierbataillon 5, Hohenfels[41]
- Panzergrenadierbataillon 15, Grafenwöhr[41]
- Panzerjägerbataillon 5, Grafenwöhr[41]
- Panzerartillerieregiment 5, Grafenwöhr[41]
- Panzerflugabwehrartilleriebataillon 5, Grafenwöhr[41]
- Pionierbataillon 5, Dillingen an der Donau[41]
- Panzerfernmeldebataillon 5, Grafenwöhr[41]
- Sanitätsbataillon 5, Degerndorf (heute Brannenburg-Degerndorf)[41]
- Leichte Feldzeuginstandsetzungskompanie 5, Grafenwöhr[41]
- Feldjägerkompanie 5, Grafenwöhr[41]
- Panzeraufklärungsbataillon 5, Hemer[41]

#### Panzerkampfgruppe A 5
(Gliederung ab Februar 1957)
- Kampfgruppenstab Panzerkampfgruppe A 5, Koblenz[42]

#### Panzerkampfgruppe B 5
(Gliederung frühestens 1. August 1956)
- Kampfgruppenstab Panzerkampfgruppe B 5, Grafenwöhr[43]
  -  Panzergrenadierbataillon 15[43] Grafenwöhr[12]
  -  Panzerbataillon 15,[43] Grafenwöhr[12]

#### Panzerkampfgruppe C 5
(Gliederung ab ca. März 1958)
- Kampfgruppenstab Panzerkampfgruppe C 5, Koblenz[44]

### 7. Panzerdivision (7. Division)
Hinweis: Die Bezeichnung der Division war von 1. August 1958 bis 30. September 1958 7. Panzerdivision; danach bis 16. März 1959 7. Division. Die Division war bis 1. Dezember 1958 dem I. Korps unterstellt und wechselte dann zum III. Korps. Die Aufstellung der 7. Panzerdivision (7. Division) mit den drei vorgesehenen Kampfgruppen konnte in der Heeresstruktur 1 nicht abgeschlossen werden. Zur Aufstellung wurde die Panzerkampfgruppe C 3 herangezogen. Da die Panzerkampfgruppe C 3 in der Heeresstruktur 1 die längste Zeit der 3. Panzerdivision unterstand, und sich ihre Bezeichnung bis zum Ende der Heeresstruktur 1 auch nicht änderte ist die Gliederung der Panzerkampfgruppe C 3 bei der 3. Panzerdivision beschrieben. Die 7. Panzerdivision (7. Division) führte in der Heeresstruktur 1 folglich keine (Panzer–)Kampfgruppen mit den vorgesehenen Bezeichnungen A 7, B 7 oder C 7.

(Gliederung zum 1. Dezember 1958)
- Stab und Stabskompanie 7. Division, Lippstadt[45][12]
  -  Panzergrenadierbataillon 13, Hemer[45]
  -  Panzeraufklärungsbataillon 7, Augustdorf[45]
  -  Panzergrenadierbataillon 212, Augustdorf[45]
  -  Panzerartilleriebataillon 215, Augustdorf[45]
  -  Quartiermeisterbataillon 7, Lippstadt[45]
  -  Feldjägerkompanie 7, Lippstadt[45]
  -  Panzerkampfgruppe C 3, Unna[45]